# Harmsiodoxa brevipes
Harmsiodoxa brevipes là một loài thực vật có hoa trong họ Cải. Loài này được (F. Mull.) O.E. Schulz mô tả khoa học đầu tiên năm 1924.